# Narain Karthikeyan
Kumar Ram Narain Karthikeyan [en tamil, குமர் றம் நாராயண் காரத்திகேயன்: kumar ṟam nārāyaṇ kārattikēyaṉ] (Coimbatore, Tamil Nadu, India; 14 de enero de 1977) más conocido como Narain Karthikeyan, es un piloto indio de automovilismo. Fue el primer indio en correr en Fórmula 1, tras su debut en la temporada 2005 con Jordan. En 2011 y 2012 compitió con HRT.

## Carrera

### Inicios
Karthikeyan estuvo interesado en el deporte del motor desde pequeño, ya que su padre fue campeón nacional de rally en la India. Con la ambición de ser el primer piloto indio de Fórmula 1, Karthikeyan acabó en el podio en su primera carrera, en Sriperumpudur. Entonces estaba en la escuela de conducción Elf Winfield en Francia, mostrando su talento siendo semifinalista en la competición de pilotos Elf para la Fórmula Renault en 1992. Volvió a la India a correr en la Fórmula Maruti en la temporada de 1993, y en el mismo año, también compitió en la Fórmula Vauxhall Junior en Gran Bretaña. Esto le dio una considerable experiencia en la competición europea. En el año 1994 ganó la Serie de Invierno de Fórmula Ford Británica, y dos años más tarde ganó la Fórmula Asia, con el Team Meritus.
Entre 1998 y 2004, el indio corrió en Fórmula 3 Británica, Fórmula Nippon y World Series by Nissan, ganando algunas carreras.

### Debut en Fórmula 1

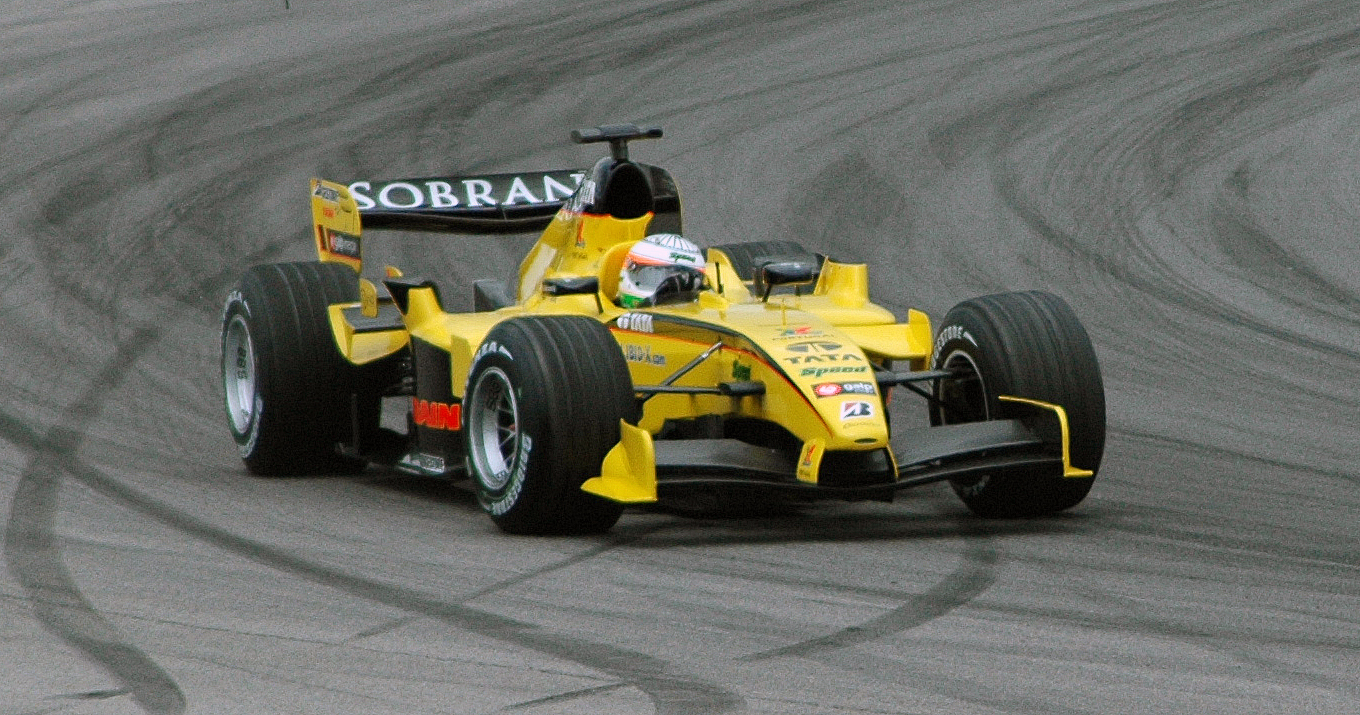
Karthikeyan al volante del Jordan en el Gran Premio de los Estados Unidos de 2005.

Posteriormente, en 2005, Narain daba el salto a la Fórmula 1 como piloto del equipo Jordan. Logró un total de cinco puntos al quedar cuarto en Estados Unidos. En este GP, todos los equipos que calzaban neumáticos Michelin se negaron a correr ante el peligro de que las ruedas estallaran, por lo que solo largaron los Ferrari, Jordan y Minardi.
En el resto de las carreras, Karthikeyan nunca finalizó entre los 10 mejores, ni en clasificación ni en carrera. Dejó el equipo tras esta temporada.

### A1 Grand Prix, Superleague Fórmula y otras
En 2006 y 2007 fue piloto de desarrollo de Williams.
En 2008 estuvo a punto de ser piloto titular de Force India, e incluso en las gradas de Australia. Con posterioridad también se relacionó a Narain con el mismo equipo. Se hablaba de su regreso a la Fórmula 1 con algún nuevo equipo de 2010 como Sauber o Virgin, pero finalmente se quedó nuevamente sin asiento.
Desde su baja como piloto titular en F1, corrió para el equipo nacional en el A1 Grand Prix. En 2009 fue séptimo en las 24 Horas de Le Mans, con un Audi R10 TDI de Kolles.
En 2010, Karthikeyan alternó la NASCAR Camping World Truck Series con la Superleague Fórmula. En esta última, solamebnte disputó media temporada con el PSV Eindhoven. Como mejor resultado, obtuvo una victoria en la última carrera que disputó.

### Vuelta a la F1

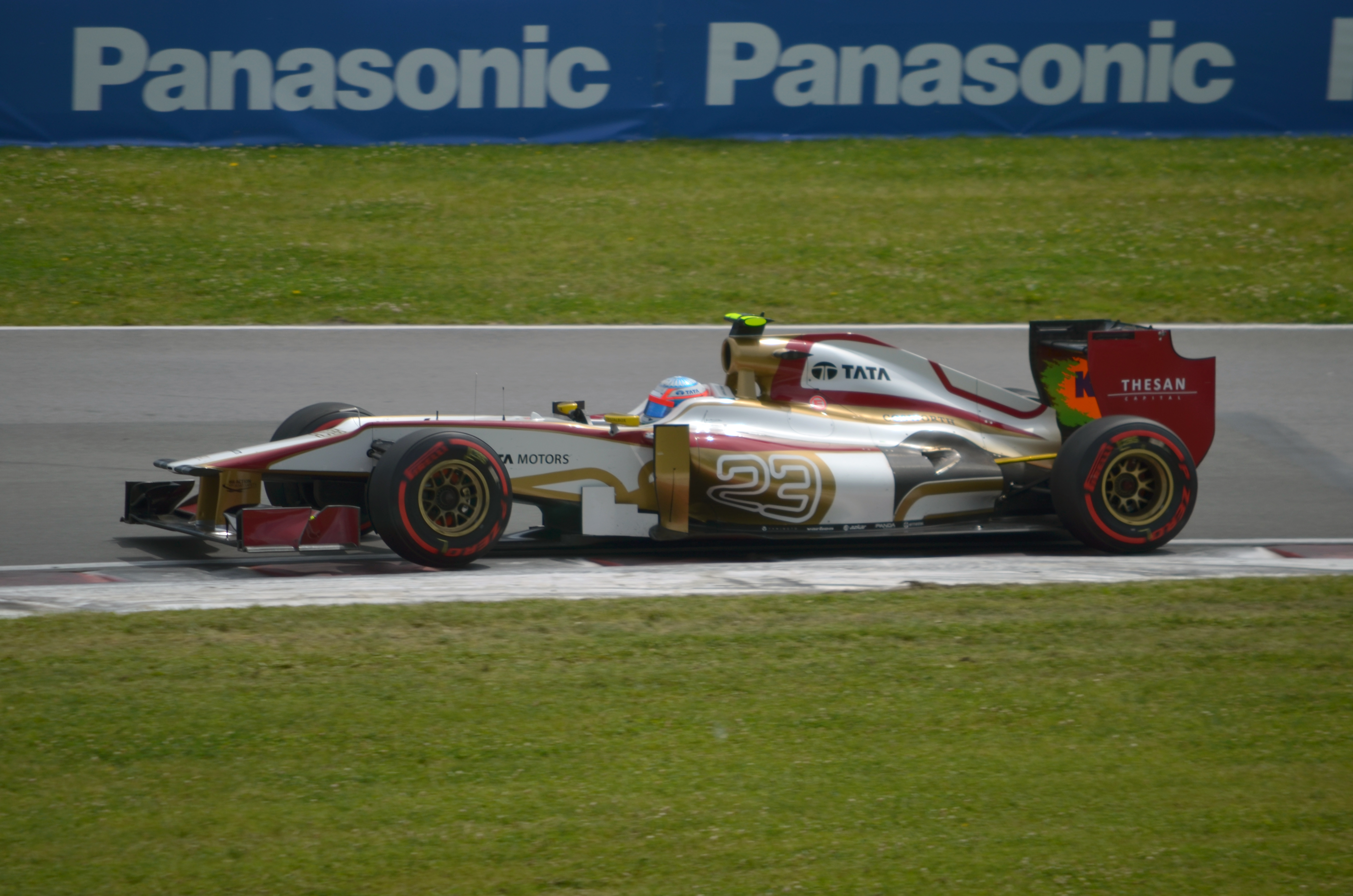
Karthikeyan con el HRT F112 durante el GP de Canadá de 2012.

Para 2011, sonó como posible sustituto de Adrian Sutil en Force India si este llegara a irse a otro equipo. Finalmente, fue fichado por la escudería española Hispania Racing. Corrió las primeras 8 carreras y, luego, volvió en el GP de la India, cediendo su asiento al australiano Daniel Ricciardo.
Volvió a ser contratado por el equipo español para 2012, gracias al apoyo financiero del fabricante de automóviles indio Tata Motors, grupo que le acompaña desde sus inicios en la Fórmula 1. No pudo rendir al nivel de su compañero Pedro de la Rosa en la mayoría de GGPP, pero logró el mejor resultado de la escudería ese año: 15.º puesto en Mónaco. Con la desaparición del equipo al terminar el año, se quedó sin volante en la parrilla.

### Auto GP, Super Fórmula y otras

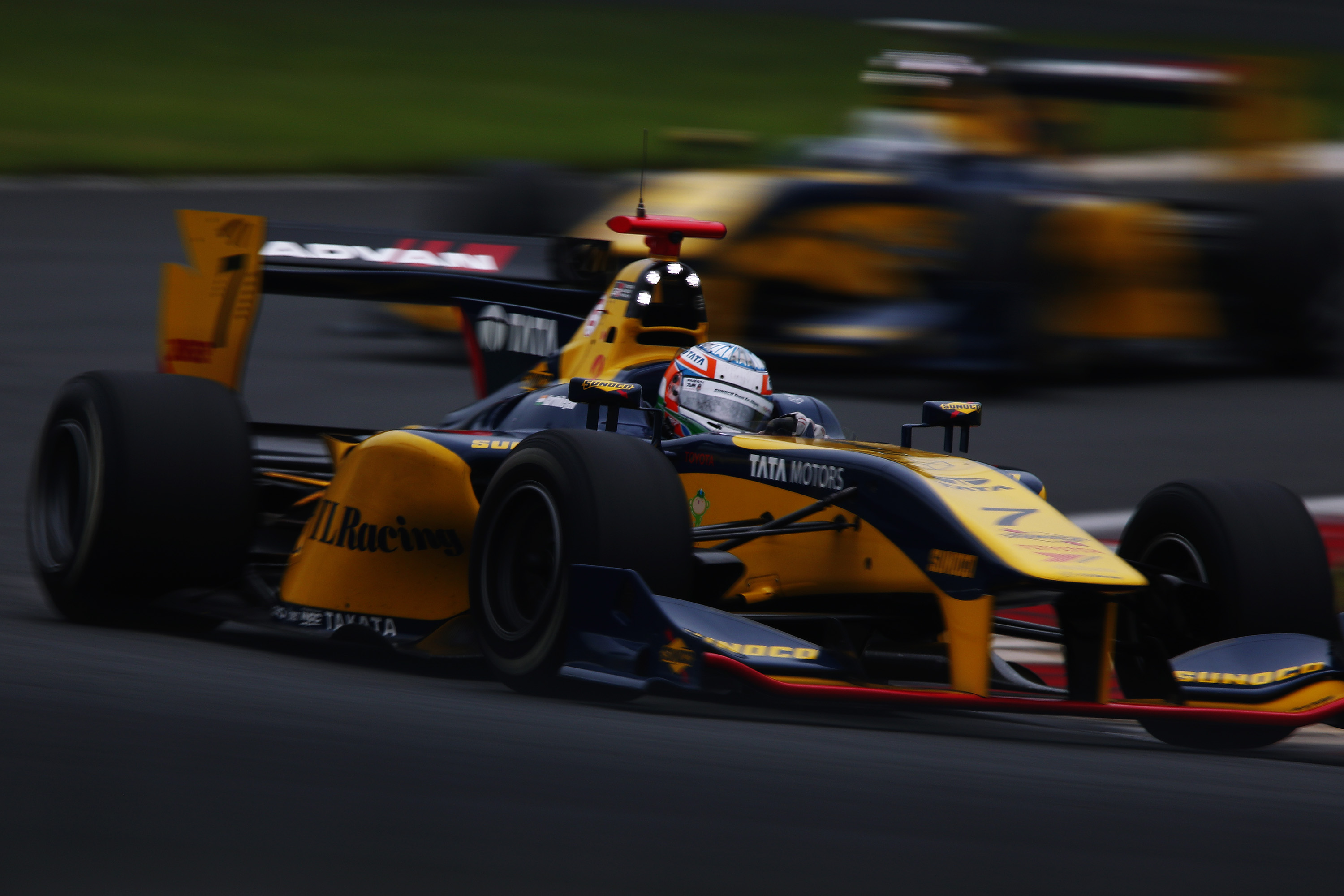
Karthikeyan en el Campeonato de Super Fórmula Japonesa 2016.

En febrero de 2013, surgieron varios rumores que colocaban a Karthikeyan en la lista de candidatos para ocupar el segundo asiento de Force India junto a Paul di Resta, afirmando que el piloto indio se encuentra en negociaciones con la escudería, pero Adrian Sutil se hizo con el volante. Finalmente, ese año Karthikeyan pasó a competir en el Auto GP, donde logró 5 victorias y fue cuarto en la clasificación final.
En 2014, Karthikeyan pasó a la Super Fórmula Japonesa con el equipo Dandelion. Sumó dos podios hasta su retiro de la categoría en 2018 (pasando por varios equipos), pero nunca quedó entre los diez mejores en el campeonato. Al año siguiente pasó al Super GT Japonés (GT500), con Nakajima Racing.

## Resultados

### Fórmula 1
(Clave) (negrita indica pole position) (cursiva indica vuelta rápida)

| Año     | Escudería               | 1       | 2       | 3       | 4      | 5       | 6       | 7       | 8       | 9      | 10     | 11      | 12      | 13     | 14      | 15      | 16     | 17     | 18      | 19      | 20     | Pos. | Puntos |
| ------- | ----------------------- | ------- | ------- | ------- | ------ | ------- | ------- | ------- | ------- | ------ | ------ | ------- | ------- | ------ | ------- | ------- | ------ | ------ | ------- | ------- | ------ | ---- | ------ |
| 2005    | Jordan Grand Prix       | AUS 15  | MYS 11  | BHR Ret | SMR 12 | ESP 13  | MON Ret | EUR 16  | CAN Ret | USA 4  | FRA 15 | GBR Ret | GER 16  | HUN 12 | TUR 14  | ITA 20  | BEL 11 | BRA 15 | JPN 15  | CHN Ret |        | 18.º | 5      |
| 2011    | Hispania Racing F1 Team | AUS DNQ | MYS Ret | CHN 23  | TUR 21 | ESP 21  | MON 17  | CAN 17  | EUR 24  | GBR    |        |         |         |        |         |         |        |        |         |         |        | 26.º | 0      |
| 2011    | HRT Formula 1 Team      |         |         |         |        |         |         |         |         |        | GER TD | HUN     | BEL     | ITA    | SIN TD  | JPN TD  | RCO TD | IND 17 | ABU     | BRA     |        | 26.º | 0      |
| 2012    | HRT Formula 1 Team      | AUS DNQ | MYS 22  | CHN 22  | BHR 21 | ESP Ret | MON 15  | CAN Ret | EUR 18  | GBR 21 | GER 23 | HUN Ret | BEL Ret | ITA 19 | SIN Ret | JPN Ret | RCO 20 | IND 21 | ABU Ret | USA 22  | BRA 18 | 24.º | 0      |
| Fuente: |                         |         |         |         |        |         |         |         |         |        |        |         |         |        |         |         |        |        |         |         |        |      |        |